# Baladă tristă de trompetă
Baladă tristă de trompetă (titlu original: Balada triste de trompeta) este un film spaniol din 2010 de fantezie întunecată scris și regizat de Álex de la Iglesia. Rolurile principale au fost interpretate de actorii Carlos Areces, Carolina Bang și Antonio de la Torre. A avut premiera la Festivalul de Film de la Veneția din 2010. În 2010, a fost nominalizat la Premiul Goya pentru cel mai bun film.
Titlul, Balada tristă de trompetă, este dintr-o melodie din anii 1960 a cântărețului Miguel Rafael Martos Sánchez (Raphael).
A avut premiera în Spania la 17 decembrie 2010 și în Statele Unite ale Americii în primăvara lui 2011.

## Distribuție
- Carlos Areces - Javier
- Carolina Bang - Natalia
- Antonio de la Torre - Sergio
- Manuel Tallafé - Ramiro
- Alejandro Tejería - Ghost Rider
- Manuel Tejada - Ringmaster
- Paco Sagarzazu - Anselmo
- Santiago Segura - Clown
- Fernando Guillén Cuervo - Military captain
- Sancho Gracia - Coronel Salcedo
- Enrique Villén - Andrés
- Gracia Olayo - Sonsoles
- Raúl Arévalo - Carlos
- Joxean Bengoetxea - Millionaire
- Terele Pávez - Dolores
- Juana Cordero - Mum
- Joaquín Climent - Dad
- Luis Varela - Veterinary
- Fran Perea - National Soldier
- Javier Botet - Preso